# Hydrocynus vittatus
Hydrocynus vittatus е вид лъчеперка от семейство Alestidae. Видът не е застрашен от изчезване.

## Разпространение
Разпространен е в Ангола, Бенин, Ботсвана, Буркина Фасо, Бурунди, Гана, Гвинея, Демократична република Конго, Етиопия, Замбия, Зимбабве, Камерун, Кения, Малави, Мали, Мозамбик, Намибия, Нигер, Нигерия, Свазиленд, Сенегал, Танзания, Того, Уганда, Централноафриканска република, Чад, Южен Судан и Южна Африка.

## Описание
На дължина достигат до 74 cm, а теглото им е не повече от 28 kg.
Продължителността им на живот е около 8 години.